# Anna Eriksson
Anna-Kerstin Eriksson, född 16 maj 1963, är en svensk tonsättare, ljudkonstnär och gitarrist bosatt i Göteborg.
Eriksson är utbildad i komposition vid Musikhögskolan i Göteborg för Ole Lützow-Holm och Anders Hultqvist 2000–04 och vid Gotlands Tonsättarskola för Sven-David Sandström och Per Mårtensson 1996–98. Hon är också klassiskt skolad gitarrist och arbetar deltid som gitarrlärare.
Anna Eriksson har skrivit musik och ljudkonst för en mängd olika ensembler och solister. Hennes verk har framförts både i Sverige och utomlands. Anna Eriksson invaldes som medlem i Föreningen svenska tonsättare 2003. Eriksson driver det egna företaget Anna Eriksson Musik.

## Priser och utmärkelser
- 2008 – Göteborgs stads kulturstipendium
- 2006 – STIM-stipendium[2]
- 2010 – Västra Götalands kulturstipendium

## Verkförteckning i urval
- Primula och hennes syster, musik till fakirföreställning av Oline Stig (1994)
- Bä för soloklarinett (1996)
- Tre, svit för blandad kör till text av Kerstin Norborg (1997)
- Sentimental robot, sceniskt stycke för preparerat piano, preparerad gitarr, talande leksaksrobot och speldoserobot (1998)
- Fugu för stråkkvartett (2000)
- E för 8 gitarrer (2000)
- Aluminium för solo slagverk (2001)
- Pica-pica för flöjt, cello och liveelektronik (2001)
- Dona nobis pacem för blandad kör (2002)
- Stjärnskruvmejsel, svit för gitarrtrio, gitarrduo och gitarrsolo (2002)
- Till pilot, grafiskt partitur för improvisationsensemble (2002)
- Kandeljärerna, elektroakustisk musik till kortfilmen Kandeljärerna, tillsammans med Andreas Eklöf (2002)
- Juli för preparerad cello och preparerat piano (2003)
- Som två olika slags alfabet vilka ska färdas igenom varandra för stråkorkester (2003)
- Då börjar man härma olika sorters mossa för cellosolo (2005)
- Moose Imitating Moss för gitarrduo (2005)
- Papegojan som krympte, musiksaga för barn och vusna för kammarensemble och en skådespelare baserad på en saga av Ted Hughes (2007)
- Under solen för barockensemble och blandad kör till text ur Predikaren (2008)
- En flygvärdinnas sånger för mezzosopran och slagverk till text av tonsättaren (2009)
- Pat and Cat – Into the Woods för blockflöjt och ärkeluta (2010)
- Obeskriven för damkör (2010)
- Kvasfanfar för trumpet, 3 tromboner och partyflärpar (2010)
- Opera Lingua, kammaropera för tre sångare, violin, cembalo och ljudobjekt (2011)
- Mellan Mikro och Makro, konsertinstallation (2012)
- Sånger för barnkör till text av tonsättaren (2013)
  1. ”Olika länge lever alla”
  2. ”Kanon”
  3. ”Jag sätter den på snooze”
- The Way to E för marimbaduo (2014)
- Inanna för sopran och preparerad harpa (2015)
- Timglas för flöjt, klarinett, violin, cello, piano och slagverk (2015)

### Ljudkonst
- Tortue, ljudinstallation (självspelande tårtljus runt sköldpaddsdamm, hyllning till en uråldrig art). (1998)
- Mu – en musikalisk händelse i Palmhuset, konsertinstallation i Palmhuset, Göteborg, tillsammans med tonsättaren Ida Lundén (1998)
- Zeus gästabud, ljudvandring för barn i Palmhuset, i samarbete med Andreas Eklöf (2001)
- Skvaller, ljudinstallation (fem talande krukväxter i ett slumpmässigt samtal, med texter från Vår flora i färg) (2001)
- The Little Drummer, ljudinstallation för en läckande utställningslokal (metallföremål placerade under ett läckande tak, vilket resulterade i ett slumpmässigt slagverkstycke beroende på väderlek) (2002)
- Kan ni visa mej på kartan var jag är?, ljudinstallation i utomhusmiljö (tre olika språkkurser placerade i var sitt campingtält i absurt samspråk) (2003)
- Glänsande svart i viss belysning violettglänsande, textljud-komposition. På samlingsskivan ”The Hidden City – Sound Portraits From Gothenburg”. (2004)
- Ljudgång, ljudinstallation. En gångstig gjord av olika sorters material (grus, tegel, plåt, filtmatta) som skapade en percussiv komposition när man gick på den (2005)